# Тумусін
Тумусін (пол. Tumusin) — село в Польщі, у гміні Поддембиці Поддембицького повіту Лодзинського воєводства.
Населення — 215 осіб (2011).
У 1975-1998 роках село належало до Серадзького воєводства.

## Демографія
Демографічна структура станом на 31 березня 2011 року:
|          | Загалом | Допрацездатний вік | Працездатний вік | Постпрацездатний вік |
| -------- | ------- | ------------------ | ---------------- | -------------------- |
| Чоловіки | 113     | 26                 | 77               | 10                   |
| Жінки    | 102     | 16                 | 61               | 25                   |
| Разом    | 215     | 42                 | 138              | 35                   |